# USS Bush (DD-166)
USS Bush (DD–166) – amerykański niszczyciel typu Wickes będący w służbie United States Navy w okresie po I wojnie światowej. Patronem okrętu był Lieutenant William Sharp Bush, USMC.
Okręt zwodowano 27 października 1918 w stoczni Fore River Shipbuilding Company w Quincy, matką chrzestną była Josephine T. Bush, krewna patrona okrętu. Jednostka weszła do służby 19 lutego 1919, pierwszym dowódcą został Commander R. B. Coffey.
Po przejściu prób w lipcu 1919 „Bush” operował wzdłuż wschodniego wybrzeża USA w składzie 3 Eskadry Niszczycieli Floty Atlantyku (ang. Destroyer Squadron 3 Atlantic Fleet) do 29 listopada 1919. Dotarł tego dnia do Charleston i stał się jednostką 1 Eskadry 7 Flotylli (ang. Squadron 1 Flotilla 7) i został przeniesiony do ograniczonej służby (ang. reduced commission). Był w rezerwie do lata 1920. Wtedy został zaangażowany do prowadzenia rejsów szkolnych dla rezerwistów marynarki. W czasie zimy pływał z Charleston, w lecie z Newport. Został wycofany ze służby 21 czerwca 1922 w Philadelphia Naval Shipyard i sprzedany 8 września 1936.